# Indaeschna baluga
Indaeschna baluga är en trollsländeart som beskrevs av James George Needham och Gyger 1937. Indaeschna baluga ingår i släktet Indaeschna och familjen mosaiktrollsländor. Inga underarter finns listade i Catalogue of Life.